# Marcgravia serrae
Marcgravia serrae är en tvåhjärtbladig växtart som beskrevs av De Roon. Marcgravia serrae ingår i släktet Marcgravia och familjen Marcgraviaceae. Inga underarter finns listade i Catalogue of Life.